# Virden (Nouveau-Mexique)
Pour les articles homonymes, voir Virden.
Virden est un village de l'État américain du Nouveau-Mexique, situé dans le Comté de Hidalgo. Selon le recensement de 2010, sa population est de 152 habitants.